# Radula conferta
Radula conferta là một loài rêu trong họ Radulaceae. Loài này được Lindenb. & Gottsche mô tả khoa học đầu tiên năm 1847.